# Josia latistriga
Josia latistriga är en fjärilsart som beskrevs av Erich Martin Hering 1925. Josia latistriga ingår i släktet Josia och familjen tandspinnare. Inga underarter finns listade i Catalogue of Life.